# Mattawa (Ontario)
Mattawa es un pueblo canadiense situado en la provincia de Ontario.

## Superficie
Mattawa tiene una superficie de 3,67 km².

## Demografía
En 2021, tenía 1881 habitantes, una densidad poblacional de 513,1 hab./km², y 929 viviendas.